# Chenla

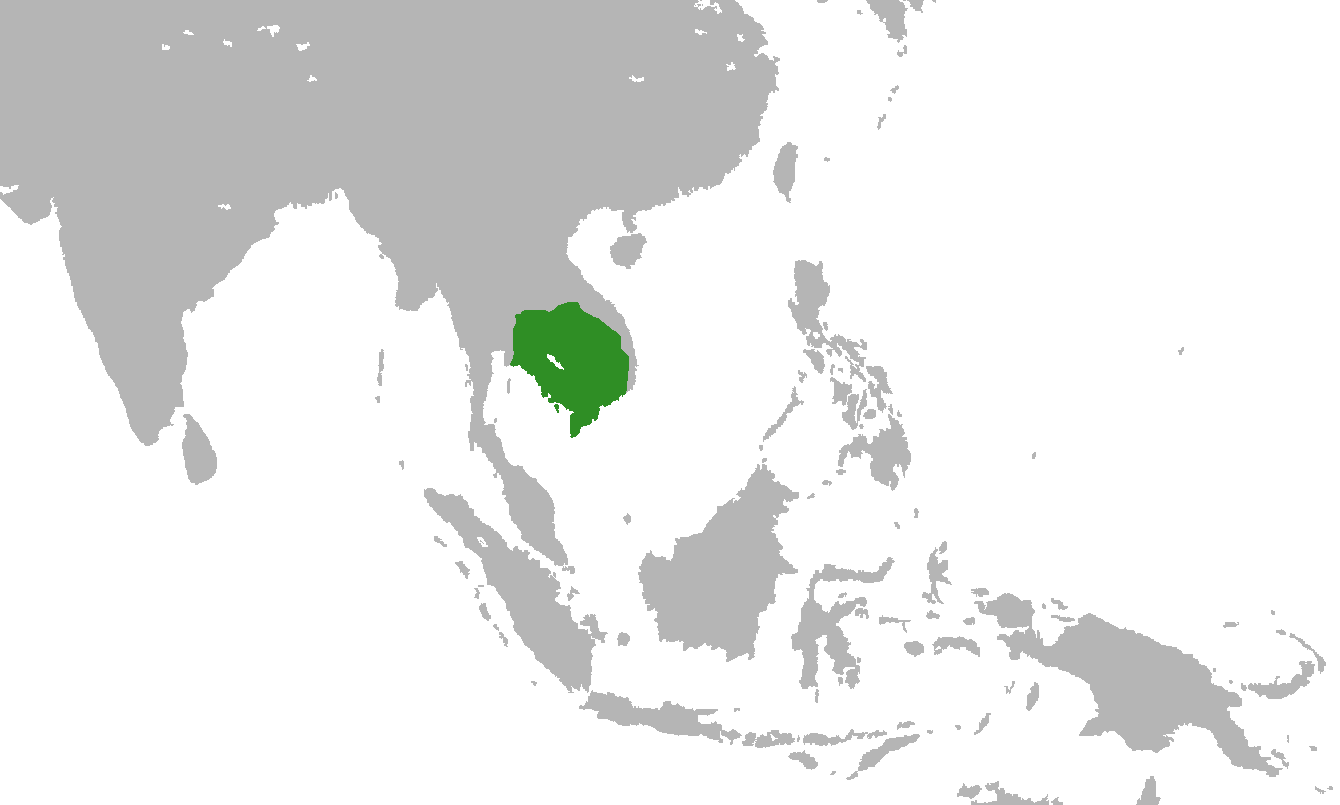
Chenla um 600 A.D.

Chenla (chinesisch 真腊, Pinyin Zhēnlà) war ein vom 6. bis frühen 8. Jahrhundert bestehender Staatenverbund in Südostasien, der überwiegend im Gebiet des heutigen Kambodscha, im südlichen Laos und in Nordost-Thailand lag und dem Khmer-Reich von Angkor vorausging.
Chenla oder Zhenla ist eine chinesische Fremdbezeichnung für dieses Staatswesen, die Eigenbezeichnung ist nicht überliefert. Vor Ort gefundene Inschriften verwenden nur die Namen der einzelnen Stadtstaaten, wie Bhavapura oder Isanapura (wahrscheinlich identisch mit der Fundstelle Sambor Prei Kuk).

## Geschichte
Früheste Erwähnungen Chenlas finden sich in chinesischen Chroniken. Im Sui Shu ist für das Jahr 616 oder 617 eine Gesandtschaft aus Chenla am chinesischen Hof dokumentiert. Heutige Forschungen weisen jedoch darauf hin, dass es sich bei Chenla nicht um einen unter einer einzigen Krone vereinigten Staat handelte, sondern um mehrere Fürstentümer mit jeweils unterschiedlicher Machtfülle und territorialer Ausdehnung, deren Herrschertitel nicht vererblich waren. Es kann in der Terminologie verschiedener auf Südostasien spezialisierter Historiker als Mandala(s) beschrieben werden, also als System(e) mehrerer, voneinander abhängiger Staatswesen ohne feste Grenzen. Es war aber schon etwas stärker zentralisiert und stabilisiert als sein Vorläufer Funan, das man sich wohl als lockeren Verbund von Stadtstaaten vorstellen muss. Die Chenla-Staaten entstanden ab dem 6. Jahrhundert, teils in Verbindung mit oder durch Abspaltung von Funan. Die bedeutenderen Fürstentümer lagen nördlich und südlich des Dongrek-Gebirges. Funan ging im 6. Jahrhundert in Chenla auf. Die genauen Ursachen, deren Kausalität und die Umstände dieses Ereignisses sind nicht genau geklärt.
Neben den chinesischen Chroniken geben auch aus der Chenla-Zeit überlieferte Inschriften über die damalige Gesellschaft Auskunft. Diese Inschriften bestehen in der Regel aus einem Teil in Sanskrit, in dem der Herrscher oder hohe Beamte lobgepriesen werden, und einem Teil in Khmer, welcher den eigentlichen Inhalt der Inschrift schildert. Sie handeln meist von Stiftungen oder Schenkungen und belegen, dass der Herrschertitel in Chenla nicht nur politische, sondern auch religiöse Macht verlieh. Die Gesellschaft kannte mehrere Schichten, vor allem die Beamtenschaft, die Brahmanen, Handwerker und Feldarbeiter; letztere stellten die niederste Stufe des gemeinen Volkes und hatten einen Status ähnlich von Sklaven. Chenla hatte keine Geldwirtschaft, kannte keine Steuererhebungen und keinen persönlichen Landbesitz. Die wirtschaftlichen Zentren waren die Tempel, die heute zu den ältesten erhaltenen Sakralbauten in Kambodscha zählen. Auch wurde, im Gegensatz zu Funan, kein Fernhandel getrieben. Die Wirtschaft basierte fast zur Gänze auf der Landwirtschaft, vor allem dem Nassreisanbau, und auf der Mobilisierung der Arbeitskraft.
So, wie es mehrere Fürstentümer gab, so gab es auch mehrere politische Zentren. Die erste Hauptstadt Chenlas war vermutlich Shrestapura, das in der heutigen laotischen Provinz Champasak lokalisiert wird. Später entstand Isanapura (Sambor Prei Kuk), Machtzentrum des Königs Isanavarman und Fundstelle der bedeutendsten erhaltenen religiösen Baudenkmäler aus der Chenla-Zeit. Es liegt in der heutigen kambodschanischen Provinz Kampong Thom.
Die Einwohner von Chenla verehrten indische Gottheiten, darunter Götter des Shivaismus, Vishnuismus und Buddhismus sowie Khmer-Gottheiten. Indische Gottheiten wurden teils von indischen Brahmanen, teils von den Cham übernommen. Andererseits wurde nicht das gesamte religiöse Leben indisiert; Khmer-Bräuche, welche teils den hinduistischen Normen widersprachen, wurden häufig weitergeführt.
Als erster Herrscher Chenlas wird im chinesischen Sui Shu She-to-ssu-na benannt, der von Historikern mit dem in Inschriften in Kambodscha und Nordostthailand erwähnten König Citrasena Mahendravarman gleichgesetzt wird. Seine Herrschaft wird um das Jahr 600 datiert. Sein Sohn Īśānavarman I. entsandte dann wahrscheinlich 616/617 die Gesandtschaft nach China. Nach seinem Tod (ca. 637) ist zunächst der Herrscher Bhavavarman II. (bezeugt für die Jahre 644 und 655) bezeugt, danach vereinte der seit 657 bezeugte Jayavarman I. fast das gesamte Land; Dieses zerfiel aber nach dessen Tod (ca. 690) erneut.
Zu Beginn des 8. Jahrhunderts (zwischen 706 und 717) teilte sich den chinesischen Chroniken zufolge Chenla dann endgültig in die nördlichen und die südlichen Staaten auf, die als „Chenla des Landes“ (陆真腊) und „Chenla der See“ (水真腊) überliefert wurden. Austausch mit China hatte nur Chenla des Landes, das auch als Wendan (auch Wen Dan oder Wentan) bezeichnet wird. Das Zentrum des nördlichen Teils wird im Nordosten des heutigen Thailand oder im südlichen Laos vermutet (möglicherweise in der Provinz Champasak nahe dem Tempelbezirk Wat Phou), während die Küstenregion und das Gebiet des Mekong-Delta den südlichen Teil bildeten. Ob es sich dabei allerdings tatsächlich um eine einschneidende politische Spaltung handelte (wie die chinesischen Quellen nahelegen) oder eher um eine geographische Beschreibung jeweils einer Gruppe kleinerer Staaten, ist unklar. In den kambodschanischen Inschriften gibt es jedenfalls keinen Anhaltspunkt dafür, dass es im 8. Jahrhundert zwei einheitliche Staaten oder Blöcke gegeben hätte, sondern tatsächlich eine Vielzahl von Fürstentümern. Der Historiker Claude Jacques zog 1979 grundsätzlich die Richtigkeit der chinesischen Chroniken in Zweifel und ging davon aus, dass „Chenla“ – ebenso wie „Funan“ – überhaupt kein großes Reich, sondern nur eines von vielen kleinen kambodschanischen Reichen oder Fürstentümern war, möglicherweise das wichtigste seiner Zeit, dass aber nur manche Fürsten zu bestimmten Zeiten eine größere oder kleinere Zahl anderer Fürstentümer unter ihrer Führung vereinigt hätten. Die Vorstellung eines einheitlichen Reichs „Funan“, „Chenla“, „Land-“ oder „Wasser-Chenla“ sei also wenig nützlich.
Für das 8. Jh. sind nur wenige Quellen verfügbar. Sie bestehen aus einigen Inschriften, darunter solchen, die von einer Körperschaft sabhā als Regierungsinstrument berichten, außerdem Nachrichten aus chinesischen Quellen über Gesandtschaften.